# تسنوری
تسنوری (به گرجی: წნორი) شهری در استان کاختی گرجستان است. جمعیت این شهر طبق سرشماری سال ۲۰۰۹ میلادی ۶٬۱۰۰ نفر بوده‌است.

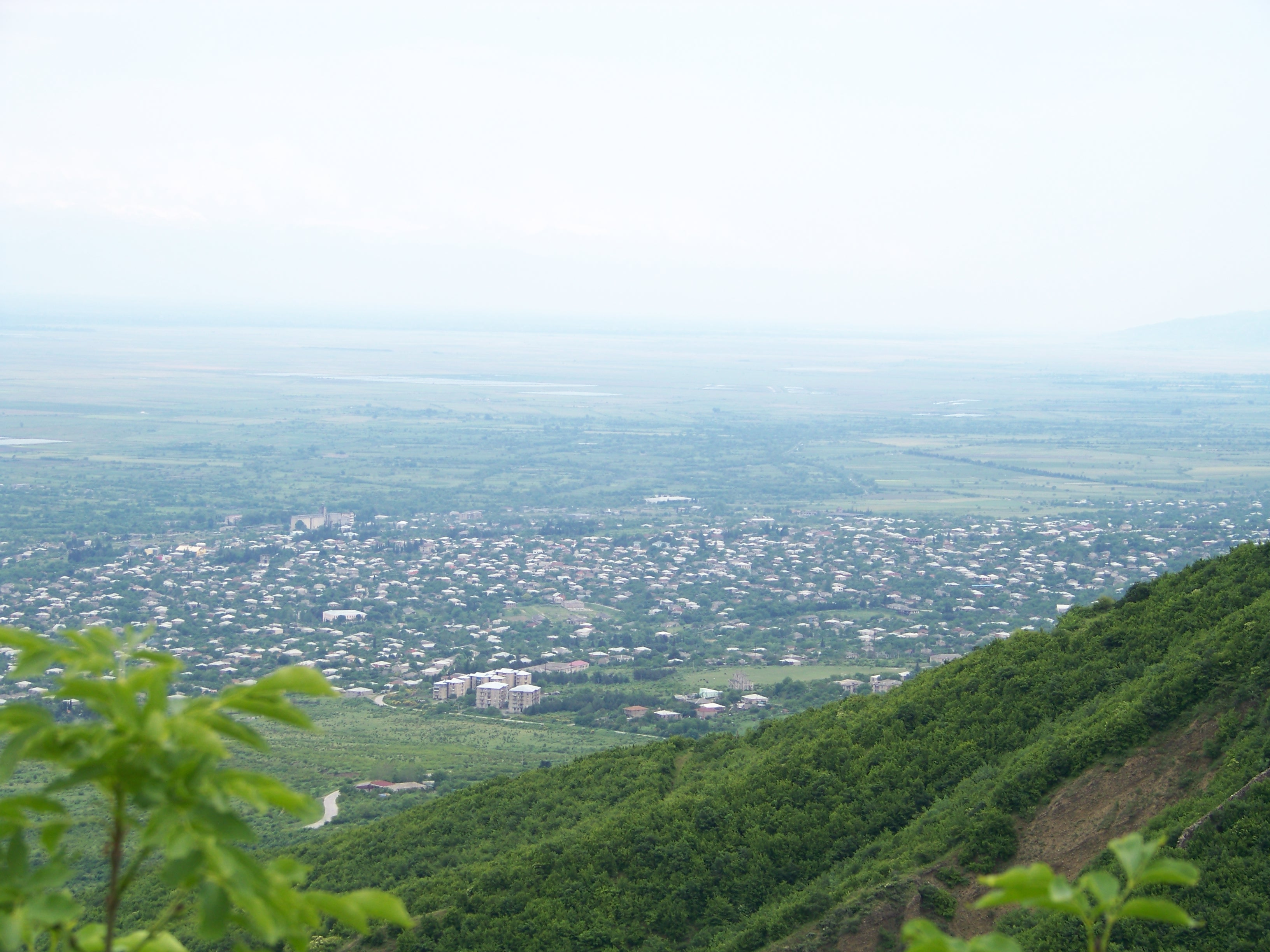
تسنوری